# El ascenso de la sombra
El ascenso de la sombra (en inglés: The Shadow Rising) es una novela de fantasía del autor estadounidense Robert Jordan. Es el cuarto libro de su serie La rueda del tiempo. Fue publicado en inglés por Tor Books y lanzado el 15 de septiembre de 1992.
En castellano, la Editorial Planeta relanzó El ascenso de la sombra en dos libros separados, Los Portales de Piedra y El Yermo de Aiel.

## Resumen de la trama
Al comienzo del libro, Rand al'Thor acaba de reclamar la espada de cristal Callandor para demostrar que es el Dragón Renacido. Lanfear se acerca a él; y la fortaleza de la ciudadela de Tear es asaltada por trollocs y fados enviados por otro renegado (Sammael), mientras que una tercera, Semirhage, envía a sus seguidores a la ciudadela, para oponerse a las fuerzas de Sammael. En defensa de los suyos, Rand usa a Callandor para crear una tormenta eléctrica que mata a todos los trollocs y fados.
Rand luego se marcha para el Yermo de Aiel, Egwene al'Vere y Moraine Damodred lo acompañan. Mat Cauthon, aconsejado por los alfinios del ter'angreal de la ciudadela de Tear, decide también seguir a Rand. Perrin Aybara regresa a Dos Ríos después de enterarse de los problemas en su región natal. Es acompañado por Faile Bashere.
Elayne Trakand, Nynaeve al'Meara y Thom Merrilin parten a Tarabon para cazar al Ajah Negro, mientras que Min Farshaw se traslada a Tar Valon para informar a la Amyrlin Siuan Sanche. Por lo tanto, El ascenso de la sombra sigue cuatro tramas distintas.

### Yermo de Aiel
Rand teletransporta a Mat, Egwene, Moraine y a los Aiel desde Tear hasta el Yermo de Aiel. Allí los Taardad y Shaido Aiel están esperándolos. Moraine, Aviendha (una «doncella de las lanzas» que ha tratado de evitar convertirse en sabia Aiel), Mat y Rand entran a Rhuidean, una ciudad sagrada para los Aiel. Rand entra a un ter'angreal que utilizan las sabias y revive partes de la vida de sus antepasados paternos, antes y después del desmembramiento. Allí se entera de que los Aiel una vez evitaron la violencia y sirvieron a los Aes Sedai, de la que algunos, adhiriéndose al pacifismo, viven actualmente como gitanos, mientras que otros conocidos como «Jenn Aiel» llevaron una gran colección de angreal, sa'angreal y ter'angreal (antiguas tecnologías de la era de la leyenda) a Rhuidean. Rand emerge del ter'angreal con marcas de dragón en ambos brazos; demostrándose así mismo el Car'a'carn: el «Jefe de Jefes» de los Aiel.
Mat entra en un ter'angreal similar al que ingresó en Tear, en busca de respuestas a las preguntas que le hizo a alfinios (con facciones de culebras) en su visita anterior; pero se encuentra con los elfinios (con facciones de zorros), que negocian regalos en lugar de responder a sus preguntas; adquiere fluidez en la lengua antigua y recuerdos de sus propios antepasados. También recibe una lanza llamada ashandarei y un medallón ter'angreal que lo protege contra el Poder Único. Rand encuentra a Mat colgado del Árbol de la Vida como el precio que tuvo que pagar por estos regalos; revive a Mat, que a partir de entonces usa un pañuelo negro para ocultar las cicatrices del ahorcamiento. Cuando Moraine visita el ter'angreal usada por las Sabias, gana conocimiento de su futuro probable.
Las sabias le asignan a Aviendha la tarea de enseñar las costumbres Aiel a Rand mientras viajan al Fuerte de Peñas Frías; en el camino, son acompañados por una compañía de mercaderes. En Al'cair Dal, tanto Rand al'Thor como el Couladin de los Shaido Aiel se declaran a sí mismos el mesías «El que viene con el alba» o Car'a'carn. Rand revela la historia secreta de los Aiel de la era de las leyendas para probar su afirmación; con lo que se desata un alboroto entre los Aiel, y, para evitar la violencia, usa el Poder Único para traer una tormenta al Yermo de Aiel. Después de que estalla la lucha entre los Aiel, Rand persigue a Asmodean, un renegado que viajaba con los mercaderes y esta en la búsqueda de las llaves de acceso al ter'angreal Choedan Kal, el sa'angreal más poderoso jamás creado. En Rhuidean, Rand derrota a Asmodean cortando su vínculo del Oscuro. Lanfear le permite vivir a Rand y luego limita el acceso de Asmodean al Poder Único, basándose en que así Asmodean puede servir de maestro de Rand para usar el Poder Único (sólo un hombre puede enseñarle sobre el uso del saidin). Cuando Rand regresa a Al'cair Dal, descubre que la mayoría de los Aiel lo han reconocido como el Car'a'carn.

### Dos Ríos
En Dos Ríos, Perrin descubre que los habitantes están atrapados entre trollocs, liderados por Luc, y los Hijos de la Luz. También encuentra a Verin Mathwin y Alanna Mosvani, ambas Aes Sedai, en busca de posibles novicias. Con la ayuda de Tam al'Thor (el padre adoptivo de Rand) y Abell Cauthon (el padre de Mat), Perrin lidera al pueblo contra los trollocs, y se gana los apodos «Lord Perrin» y «Perrin ojos dorados» (este último representa un rasgo característico de su telepática comunión con los lobos). Antes de la victoria final, Perrin se casa con Faile y luego le pide que vaya a Caemlyn para pedirle a la Reina Morgase que envíe soldados para ayudarlos a luchar contra los trollocs. Los Hijos de la Luz, liderados por Dain Bornhald, exigen el arresto de Perrin para juzgarlo por los asesinatos de dos Hijos acaecidos un tiempo atrás. Perrin acepta entregarse, si los Hijos ayudan a los habitantes de Dos Ríos cuando los trollocs ataquen. Cuando se descubre que los Hijos no hicieron nada durante el ataque, Perrin y la gente del pueblo, junto con los hombres de Devin Ride y Embarcadero de Taren que regresaron con Faille, obligan a los Hijos de la Luz a retirarse de Dos Ríos.

### Tanchico
En la ciudad de Tanchico en Tarabon, Elayne y Nynaeve se encuentran con Moghedien y el Ajah Negro, consiguen arrebatarles un a'dam masculino de su posesión. Elayne y Nynaeve también conocen a Bayle Domon y la Seanchan Egeanin. Se hacen amigas de la Panarch Amathera, a quién rescatan de Ajah Negro, y recuperan uno de los sellos de la prisión del Oscuro. Nynaeve y Moghedien se enfrentan en un duelo de Poder Único y Nynaeve derrota a Moghedien pero es atacada a su vez por otra integrante del Ajah Negro con fuego compacto, lo que permite que Moghedien escape con la confusión desatada.

### Torre Blanca
Min Farshaw llega a la Torre Blanca para informar a la Amyrlin. A partir de entonces, Min permanece en la Torre disfrazado de Elmindreda: una mujer atolondrada incapaz de decidir entre dos pretendientes. Elaida y sus partidarias deponen a Siuan Sanche (la Sede Amyrlin) y Leane Sharif, su Guardiana de las Crónicas; con lo cual Elaida se convierte en la nueva Amyrlin. En consecuencia muchas Aes Sedai huyen, especialmente las del Ajah Azul. Siuan y Leane son "neutralizadas" (su capacidad de canalizar el Poder Único es eliminado) con el efecto secundario de eliminar su apariencia eterna, devolviéndolas a la edad visible en la que comenzaron a canalizar. Min libera a Siuan y Leane, y las tres son ayudadas a escapar por Gawyn Trakand. En su partida, se les une Logain, un falso dragón que ha sido amansado (el equivalente masculino de la "neutralización").